# José Marciano Nobre
José Marciano Nobre (Santo Estêvão, Tavira, 5 de Junho de 1927 - 4 de Novembro de 2014), foi um político e engenheiro português.

## Biografia

### Nascimento e formação
José Marciano Nobre nasceu antiga freguesia de Santo Estêvão, no concelho de Tavira, em 5 de Junho de 1927. Formou-se em engenharia civil.
Deslocou-se para a cidade de Faro ainda durante a juventude, onde frequentou a Escola Tomás Cabreira. Estudou igualmente no Instituto Industrial de Lisboa.

### Carreira política e profissional
A sua profissão principal foi como engenheiro civil, tendo iniciado a sua carreira na Direcção Hidráulica do Guadiana, e passado depois por várias empresas de prestígio relacionadas com a indústria do turismo. Trabalhou igualmente para a Câmara Municipal de Faro, como técnico e depois, entre 1968 e 1971, como chefe da Secção Técnica no Departamento de Obras. Destacou-se pela sua obra comunitária, tendo feito parte dos corpos directivos de várias instituições, como o Montepio dos Artistas, e sido presidente do Rotary Club de Faro entre 1973 e 1974, e comandante dos bombeiros municipais.
Exerceu como vereador na Câmara Municipal de Faro entre 1976 e 1979, tendo sido o cabeça de lista pelo Partido Social Democrata, nas primeiras eleições livres para os órgãos autárquicos após a restauração da democracia em Portugal. Durante as eleições de 16 de Dezembro de 1979, voltou a liderar as listas do Partido Social Democrata, tendo sido eleito como presidente da Câmara Municipal de Faro. Ocupou aquela posição de 1980 a 1982, tendo-se destacado pelos seus esforços para o desenvolvimento do concelho e da qualidade de vida dos habitantes, numa época de grandes dificuldades financeiras.

### Falecimento e homenagens
José Marciano Nobre faleceu na manhã do dia 4 de Novembro de 2014, aos 87 anos de idade, devido a uma doença prolongada. No dia seguinte, teve lugar a missa de corpo presente na Igreja do Pé da Cruz, tendo o corpo sido depois depositado no Cemitério da Boa Esperança, em Faro. Após o seu falecimento, a Câmara Municipal de Faro colocou a bandeira a meia haste.
Em 1995, recebeu a Medalha de Mérito Grau Ouro da autarquia de Faro.